# Maratus linnaei
A Maratus linnaei é uma das espécies do gênero Maratus.

## Descrição
Essa espécie é uma das mais coloridas com as pernas amarelas e com o abdômen com as cores azul, branca, vermelha, preto e azul brilhante.

## Descobrimento
Essa espécie é conhecida por dois povos que vivem na mesma  localização da espécie.

## Localização
A localização dessa espécie é no Bay National Park no canto ocidental da Australia, perto do Abany.